# غرق موسكفا
في 14 أبريل 2022 غرفت السفينة الحربية الروسية موسكفا وهي سفينة القائد لأسطول البحر الأسود أثناء الغزو الروسي لأوكرانيا 2022. قال مسؤولون أوكرانيون إن قواتهم ألحقت أضرارا بالسفينة بصاروخين من طراز نبتون المضاد للسفن، بينما قالت روسيا إن السفينة غرقت بعد حريق غير محدد المصدر في ظل ظروف جوية سيئة وبحر عاصف.
الطراد هو أكبر سفينة حربية روسية تغرق في زمن الحرب منذ نهاية الحرب العالمية الثانية وأول سفينة قائد روسية تغرق منذ الحرب الروسية اليابانية عام 1905. قالت روسيا إنه تم إجلاء 396 من أفراد الطاقم وبأنه قتل بحار واحد وفقد 27، لكن ظهرت تقارير لم يتم التحقق منها تتحدث عن سقوط المزيد من الضحايا.